# Campionati del mondo di atletica leggera indoor 1999
I Campionati del mondo di atletica leggera indoor 1999 (7ª edizione) si sono svolti al Green Dome di Maebashi, in Giappone, dal 5 al 7 marzo.
Sono stati i primi campionati del mondo indoor a svolgersi al di fuori dell'Europa o dell'America del Nord. Primo Nebiolo, allora presidente della IAAF, li ha definiti come "i più grandi di sempre".

## Medagliati

### Uomini
| Specialità | Oro                                                                                  | Prestazione | Argento                                                               | Prestazione | Bronzo                                                                           | Prestazione |
| Corse piane |                                                                                      |             |                                                                       |             |                                                                                  |             |
| 60 m | Maurice Greene                                                                       | 6"42        | Tim Harden                                                            | 6"43        | Jason Gardener                                                                   | 6"46        |
| 200 m | Frank Fredericks                                                                     | 20"10       | Obadele Thompson                                                      | 20"26       | Kevin Little                                                                     | 20"48       |
| 400 m | Jamie Baulch                                                                         | 45"73       | Milton Campbell                                                       | 45"99       | Alejandro Cárdenas                                                               | 46"02       |
| 800 m | Johan Botha                                                                          | 1'45"47     | Wilson Kipketer                                                       | 1'45"49     | Nico Motchebon                                                                   | 1'45"74     |
| 1.500 m | Haile Gebrselassie                                                                   | 3'33"77     | Laban Rotich                                                          | 3'33"98     | Andrés Manuel Díaz                                                               | 3'34"46     |
| 3.000 m | Haile Gebrselassie                                                                   | 7'53"57     | Paul Bitok                                                            | 7'53"79     | Million Wolde                                                                    | 7'53"85     |
| Corse a ostacoli |                                                                                      |             |                                                                       |             |                                                                                  |             |
| 60 hs | Colin Jackson                                                                        | 7"38        | Reggie Torian                                                         | 7"40        | Falk Balzer                                                                      | 7"44        |
| Salti |                                                                                      |             |                                                                       |             |                                                                                  |             |
| Salto in alto | Javier Sotomayor                                                                     | 2,36 m      | Vjačeslav Voronin                                                     | 2,36 m      | Charles Austin                                                                   | 2,30 m      |
| Salto con l'asta | Jean Galfione                                                                        | 6,00 m      | Jeff Hartwig                                                          | 5,95 m      | Danny Ecker                                                                      | 5,85 m      |
| Salto in lungo | Iván Pedroso                                                                         | 8,62 m      | Yago Lamela                                                           | 8,56 m      | Erick Walder                                                                     | 8,30 m      |
| Salto triplo | Charles Friedek                                                                      | 17,18 m     | LaMark Carter                                                         | 16,98 m     | Zsolt Czingler                                                                   | 16,98 m     |
| Lanci |                                                                                      |             |                                                                       |             |                                                                                  |             |
| Getto del peso | Oleksandr Bahač                                                                      | 21,41 m     | John Godina                                                           | 21,06 m     | Jurij Bilonoh                                                                    | 20,89 m     |
| Prove multiple |                                                                                      |             |                                                                       |             |                                                                                  |             |
| Eptathlon | Sebastian Chmara                                                                     | 6.386 p.    | Erki Nool                                                             | 6.374 p.    | Roman Šebrle                                                                     | 6.319 p.    |
| Staffette |                                                                                      |             |                                                                       |             |                                                                                  |             |
| Staffetta 4×400 m | Stati Uniti Andre Morris Dameon Johnson Deon Minor Milton Campbell Khadevis Robinson | 3'02"83     | Polonia Piotr Haczek Jacek Bocian Piotr Rysiukiewicz Robert Maćkowiak | 3'03"01     | Regno Unito Allyn Condon Solomon Wariso Adrian Patrick Jamie Baulch Sean Baldock | 3'03"20     |
| record mondiale; record mondiale stagionale; record africano; record asiatico; record europeo; record nord-centroamericano e caraibico; record sudamericano; record oceaniano; record dei campionati; record nazionale; record personale; record personale stagionale. |                                                                                      |             |                                                                       |             |                                                                                  |             |

### Donne
| Specialità | Oro                                                                             | Prestazione | Argento                                                           | Prestazione | Bronzo                                                                      | Prestazione |
| Corse piane |                                                                                 |             |                                                                   |             |                                                                             |             |
| 60 m | Ekateríni Thánou                                                                | 6"96        | Gail Devers                                                       | 7"02        | Philomena Mensah                                                            | 7"07        |
| 200 m | Ionela Târlea                                                                   | 22"39       | Svetlana Gončarenko                                               | 22"69       | Pauline Davis-Thompson                                                      | 22"70       |
| 400 m | Grit Breuer                                                                     | 50"80       | Falilat Ogunkoya                                                  | 51"25       | Jearl Miles-Clark                                                           | 51"45       |
| 800 m | Ludmila Formanová                                                               | 1'56"90     | Maria Mutola                                                      | 1'57"17     | Natalya Tsyganova                                                           | 1'57"47     |
| 1.500 m | Gabriela Szabó                                                                  | 4'03"23     | Violeta Beclea                                                    | 4'03"53     | Lidia Chojecka                                                              | 4'05"86     |
| 3.000 m | Gabriela Szabó                                                                  | 8'36"42     | Zahra Ouaziz                                                      | 8'38"43     | Regina Jacobs                                                               | 8'39"14     |
| Corse a ostacoli |                                                                                 |             |                                                                   |             |                                                                             |             |
| 60 hs | Ol'ga Şişigina                                                                  | 7"86        | Glory Alozie                                                      | 7"87        | Keturah Anderson                                                            | 7"90        |
| Salti |                                                                                 |             |                                                                   |             |                                                                             |             |
| Salto in alto | Hristina Kaltcheva                                                              | 1,99 m      | Zuzana Hlavoňová                                                  | 1,96 m      | Tisha Waller                                                                | 1,96 m      |
| Salto con l'asta | Anastasija Ryjikh                                                               | 4,50 m      | Vala Flosadóttir                                                  | 4,45 m      | Nicole Rieger Zsuzsanna Szabó                                               | 4,35 m      |
| Salto in lungo | Tat'jana Kotova                                                                 | 6,86 m      | Shana Williams                                                    | 6,82 m      | Iva Prandzheva                                                              | 6,78 m      |
| Salto triplo | Ashia Hansen                                                                    | 15,02 m     | Iva Prandzheva                                                    | 14,94 m     | Šárka Kašpárková                                                            | 14,87 m     |
| Lanci |                                                                                 |             |                                                                   |             |                                                                             |             |
| Getto del peso | Svetlana Krivelëva                                                              | 19,08 m     | Krystyna Zabawska                                                 | 19,00 m     | Teri Steer                                                                  | 18,86 m     |
| Prove multiple |                                                                                 |             |                                                                   |             |                                                                             |             |
| Pentathlon | DeDee Nathan                                                                    | 4.753 p.    | Irina Belova                                                      | 4.691 p.    | Urszula Włodarczyk                                                          | 4.596 p.    |
| Staffette |                                                                                 |             |                                                                   |             |                                                                             |             |
| Staffetta 4×400 m | Russia Tat'jana Čebykina Svetlana Gončarenko Ol'ga Kotljarova Natal'ja Nazarova | 3'24"25     | Australia Susan Andrews Tania Van Heer Tamsyn Lewis Cathy Freeman | 3'26"87     | Stati Uniti Monique Hennagan Michelle Collins Zundra Feagin Shanelle Porter | 3'27"59     |
| record mondiale; record mondiale stagionale; record africano; record asiatico; record europeo; record nord-centroamericano e caraibico; record sudamericano; record oceaniano; record dei campionati; record nazionale; record personale; record personale stagionale. |                                                                                 |             |                                                                   |             |                                                                             |             |

## Medagliere
| Posizione | Paese       | Oro | Argento | Bronzo | Totale |
| --------- | ----------- | --- | ------- | ------ | ------ |
| 1         | Stati Uniti | 3   | 8       | 9      | 20     |
| 2         | Russia      | 3   | 3       | 1      | 7      |
| 3         | Romania     | 3   | 1       | 0      | 4      |
| 4         | Germania    | 3   | 0       | 4      | 7      |
| 5         | Regno Unito | 3   | 0       | 2      | 5      |
| 6         | Etiopia     | 2   | 0       | 1      | 3      |
| 7         | Cuba        | 2   | 0       | 0      | 2      |
| 8         | Polonia     | 1   | 2       | 2      | 5      |
| 9         | Rep. Ceca   | 1   | 1       | 2      | 4      |
| 10        | Bulgaria    | 1   | 1       | 1      | 3      |
| 11        | Ucraina     | 1   | 0       | 1      | 2      |
| 12        | Francia     | 1   | 0       | 0      | 1      |
| 12        | Grecia      | 1   | 0       | 0      | 1      |
| 12        | Kazakistan  | 1   | 0       | 0      | 1      |
| 12        | Namibia     | 1   | 0       | 0      | 1      |
| 12        | Sudafrica   | 1   | 0       | 0      | 1      |
| 17        | Kenya       | 0   | 2       | 0      | 2      |
| 17        | Nigeria     | 0   | 2       | 0      | 2      |
| 19        | Spagna      | 0   | 1       | 1      | 2      |
| 20        | Australia   | 0   | 1       | 0      | 1      |
| 20        | Barbados    | 0   | 1       | 0      | 1      |
| 20        | Danimarca   | 0   | 1       | 0      | 1      |
| 20        | Estonia     | 0   | 1       | 0      | 1      |
| 20        | Islanda     | 0   | 1       | 0      | 1      |
| 20        | Marocco     | 0   | 1       | 0      | 1      |
| 20        | Mozambico   | 0   | 1       | 0      | 1      |
| 27        | Ungheria    | 0   | 0       | 2      | 2      |
| 28        | Bahamas     | 0   | 0       | 1      | 1      |
| 28        | Canada      | 0   | 0       | 1      | 1      |
| 28        | Messico     | 0   | 0       | 1      | 1      |
| Totale    | Totale      | 28  | 28      | 29     | 85     |